# Aurigo
Aurigo (Aorigo in ligure, Auìgu nella variante locale) è un comune italiano di 338 abitanti della provincia di Imperia in Liguria.

## Geografia fisica
Il territorio di Aurigo è situato nella valle del Maro, tratto terminale della valle del torrente Impero dove qui riceve gli affluenti torrenti e rii di Lacori, Coette, Succo e Banco. Il borgo aurighese si colloca a 431 m s.l.m. su un poggio alle pendici del monte Guardiabella (1218 m), lungo il percorso di mezzacosta che dalla frazione di Candeasco (Borgomaro) conduce a Poggialto e Conio (Borgomaro). Altra vetta del territorio è il monte delle Valasse (1206 m), al confine con Rezzo.

## Origini del nome
L'origine del toponimo è da far risalire al termine latino apricus, cioè "esposto al sole", derivante dalla posizione estremamente vantaggiosa, aperta e soleggiata.
Un'altra ipotesi collegherebbe il nome del borgo ad una persona, Aurigis, di origine germanica. Con il susseguirsi degli eventi storici il toponimo mutò poi nella versione Castrum Aurigis e, quindi, nell'attuale "Aurigo".

## Storia

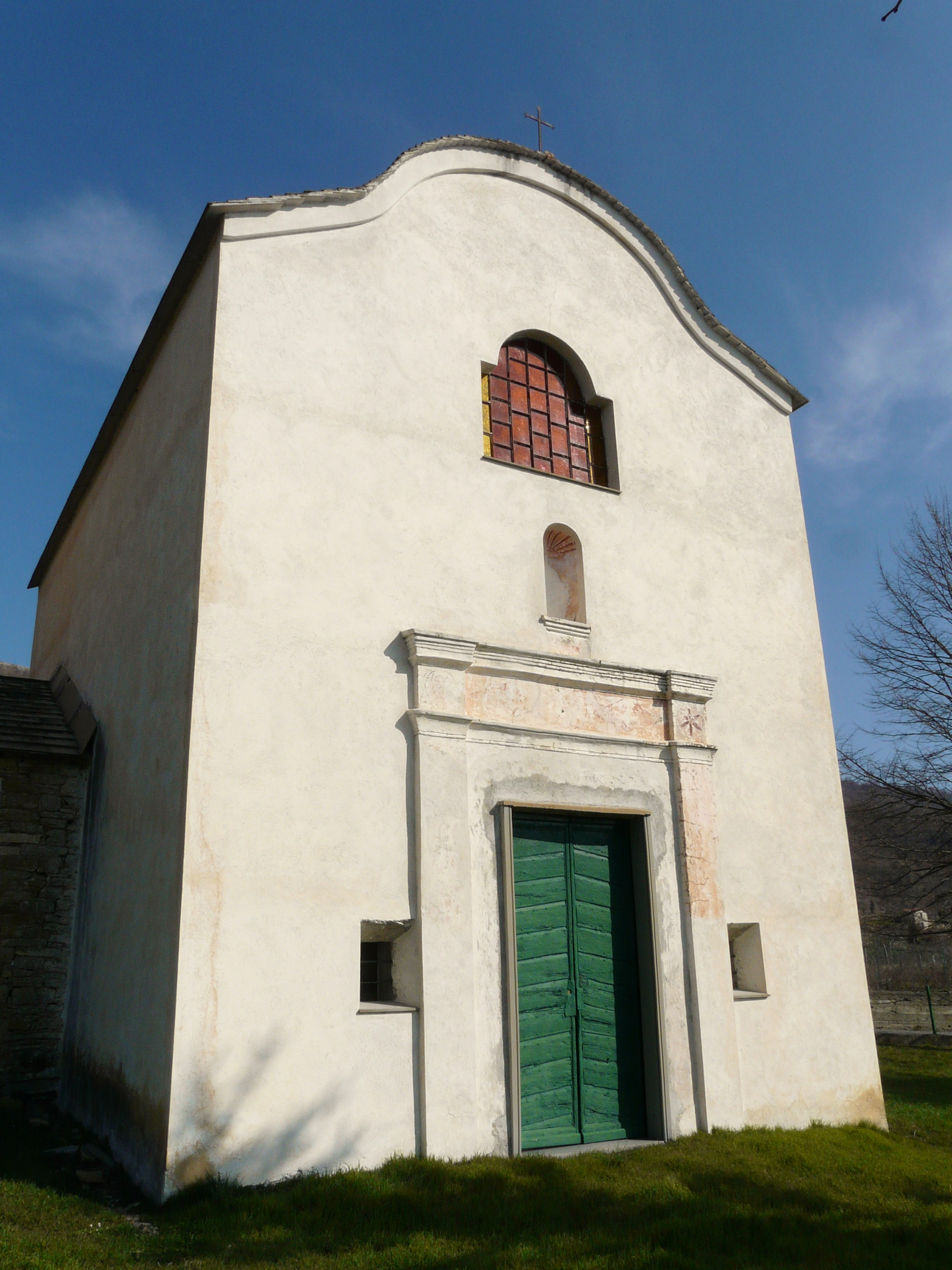
Il santuario di Sant'Andrea dove, in tempi remoti, sorse il primo nucleo abitato di Aurigo

Le prime notizie documentate sul borgo e territorio di Aurigo risalgono al XIII secolo quando per la sua posizione fu scelto dai conti di Ventimiglia per la costruzione di un castello. Fu proprio la sicurezza offerta dalla postazione difensiva che permise alla popolazione di andarsi a porre sotto il fisico controllo del maniero, edificando un borgo allungato su di uno sperone collinare e lasciando il primitivo nucleo - insediatosi più a monte - di cui rimane la chiesa e santuario di Sant'Andrea, quest'ultima citata in un documento del 1242.
L'attività della comunità aurighese nel periodo medievale era legata all'agricoltura, soprattutto nella coltivazione dei cereali e degli uliveti del territorio, alla produzione di vino locale e all'allevamento del bestiame (bovini) grazie alla vasta prateria ubicata tra il Colle San Bartolomeo e la zona dell'attuale nucleo frazionario di San Bernardo di Conio (Borgomaro).
E risale proprio al 2 dicembre 1242 la stipula di un atto di dedizione (e di relativi Statuti) delle due comunità di Aurigo e Poggialto al conte Filippo di Ventimiglia, famiglia che quindi deteneva la proprietà feudale sul territorio. Intorno al 1270 questa zona fu attaccata e conquistata dalle truppe di Carlo d'Angiò che assoggettò Aurigo al suo volere fino alla riconquista, nel 1273, da parte dei conti ventimigliesi anche grazie all'aiuto prestato da Genova; la dominazione dei Conti perdurò fino e senza più contrasti fino al XV secolo.
Nuovi scontri e assedi interessarono ancora il borgo di Aurigo sul finire del Quattrocento quando il signore del Maro Giovanni Antonio di Tenda, figlio di Onorato e di Margherita Del Carretto, per rivendicare antichi e presunti diritti sulla zona compì un vero e proprio assalto al locale castello dei conti di Ventimiglia (distrutto nel 1480) obbligando questi ultimi alla resa e alla fuga da Aurigo. La nuova proprietà feudale dei Lascaris di Tenda fu tale fino al 1511 quando, con l'aiuto di Renato di Savoia, i conti ventimigliesi tornarono in possesso del loro feudo aurighese.
Nel 1555 la zona feudale di Aurigo, del Maro e di Prelà entrarono nei possedimenti del Marchesato di Dolceacqua che nel 1575, così come tutta la valle di Oneglia, entrò a far parte dei domini di Emanuele Filiberto di Savoia. Nello stesso periodo risale il passaggio di Aurigo al ramo familiare dei Lascaris di Ventimiglia, conti di Tenda, che nella parte più alta del borgo aurighese edificheranno un nuovo palazzo signorile a poca distanza dai ruderi dell'antico castello dei Ventimiglia distrutto nel XV secolo. Le fonti storiche dell'epoca attestano inoltre il valore di 750 abitanti tra le due principali comunità di Aurigo (170 "fuochi") e di Poggialto (15 "fuochi"), un dato che colloca il territorio tra i più abitati della valle del Maro.

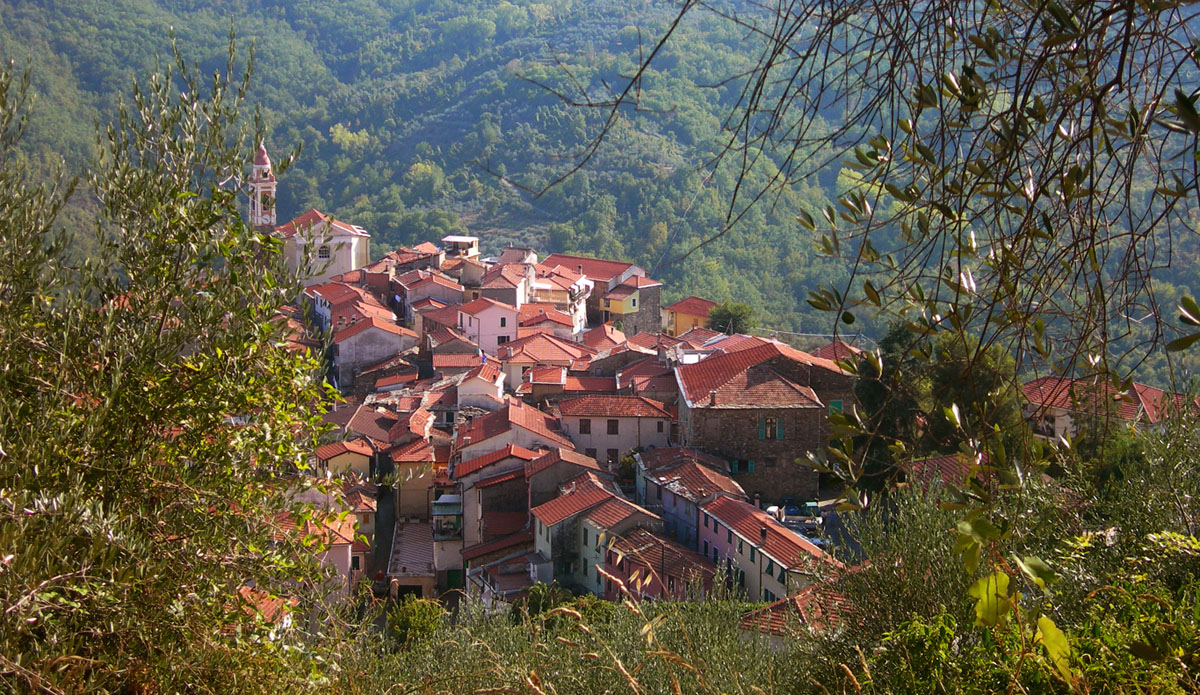
Scorcio del borgo aurighese

Rientrato stabilmente dal XVIII secolo nei possedimenti del Ducato di Savoia, il feudo di Aurigo fu ancora amministrato per conto dei sovrani sabaudi dai conti Lascaris di Ventimiglia e dai collaterali De Gubernatis di Ventimiglia, questi ultimi poi imparentati poi con i marchesi Ferrero di Alassio dando vita al ramo dei Ferrero De Gubernatis di Ventimiglia.
Interessato dagli scontri tra gli eserciti franco-spagnoli nella guerra di successione austriaca (1747), il territorio aurighese pagò caro i nuovi assalti correlati alle campagne napoleoniche in Italia. Nel particolare viene documentato un gravoso episodio che sconvolse il paese il 14 aprile 1800 quando, su ordine del generale delle truppe austro-russe Stanislao Jablonoski, le case furono date alle fiamme dai soldati che pure infierirono sugli inermi abitanti aurighesi.
Facente parte del Regno di Sardegna, i territori della valle del Maro e quindi anche la municipalità di Aurigo confluirono tra il 1801 e il 1803 nella Repubblica Ligure andando a costituire il II cantone di Val di Maro nella Giurisdizione degli Ulivi. In questo passaggio amministrativo la municipalità di Poggialto, costituita con l'avvento della dominazione napoleonica, fu soppressa e aggregata all'ente municipale di Aurigo. Annesso al Primo Impero francese, dal 13 giugno 1805 al 1814 il territorio venne inserito nel Dipartimento di Montenotte sotto l'arrondissement di Porto Maurizio.
Nuovamente inglobato nel Regno di Sardegna dal 1815, così come stabilito dal Congresso di Vienna del 1814, che sottopose Aurigo nella Divisione di Nizza, confluì nel Regno d'Italia dal 1861. Dal 1859 al 1927 il territorio fu compreso nel I mandamento di Borgomaro del circondario di Porto Maurizio facente parte della provincia di Porto Maurizio e, con la sua costituzione, della successiva provincia di Imperia.
Il terremoto del 23 febbraio 1887 portò ad una parziale devastazione del paese e alla morte di 10 persone su 760 abitanti dell'epoca.
Nel 1928 il territorio comunale di Aurigo viene unito al comune di Borgomaro e solo nel 1954 ottenne una nuova indipendenza municipale. Durante le fasi cruciali della seconda guerra mondiale il centro di Aurigo fu la sede operativa di un distaccamento partigiano: la IV Brigata della II Divisione Garibaldi "Felice Cascione".
Ad oggi vivono ad Aurigo il marchese Luca Ferrero De Gubernatis Ventimiglia (sindaco dal 2001 al 2006) in un edificio dei primi anni del Novecento, costruito sulle rovine del castello; ed il conte Mario Bianco di San Secondo De Gubernatis Ventimiglia, appartenente ad un ramo collaterale della stessa famiglia, che vive nello storico palazzo del XVI secolo, nei pressi dell'antico castello.
Dal 1973 al 31 dicembre 2008 ha fatto parte della Comunità montana dell'Olivo e, con le nuove disposizioni della Legge Regionale n° 24 del 4 luglio 2008, fino al 2011 della Comunità montana dell'Olivo e Alta Valle Arroscia.

### Simboli
Stemma
Gonfalone

Lo stemma e il gonfalone sono stati concessi con decreto del presidente della Repubblica del 12 aprile 1988.

## Monumenti e luoghi d'interesse

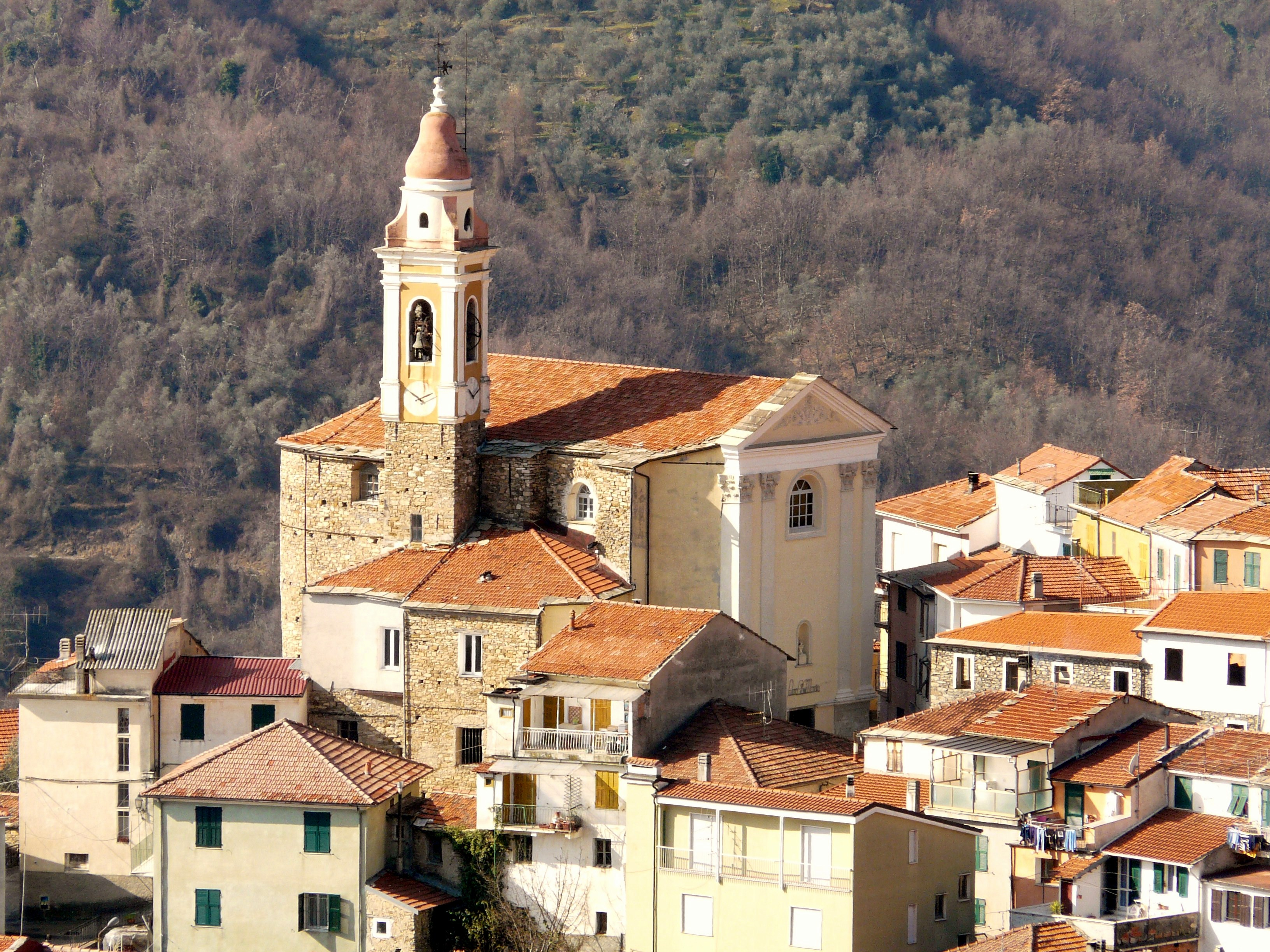
Il borgo di Aurigo con la chiesa della Natività di Maria Vergine

### Architetture religiose
- Chiesa parrocchiale della Natività di Maria Vergine nel capoluogo.
- Oratorio di San Giovanni Battista nel capoluogo. Legato all'omonima confraternita, l'edificio sacro, secondo una consolidata tradizione locale, è collocato nei pressi della chiesa parrocchiale. Esso è impreziosito dagli stucchi tardo seicenteschi di Gio Paolo Marvaldi.
- Chiesa di San Bernardo nella frazione di Poggialto. Conserva un dossale in legno databile al XVII secolo.
- Chiesa-santuario di Sant'Andrea nell'omonima località.
- Chiesa-santuario di San Paolo nell'omonima località.

### Architetture civili
- Palazzo De Gubernatis Ventimiglia. Costruito nei pressi delle rovine dell'antico castello (collocate sotto l'asfalto della piazza e nel giardino di casa Ferrero De Gubernatis Ventimiglia) a partire dal XVII secolo, con i materiali di recupero da esso provenienti. Impreziosito da un portale d'accesso, l'edificio, caratterizzato da vani ariosi e maestosi all'interno e da un aspetto rustico in pietra all'esterno, è abitato dalla famiglia Bianco di San Secondo De Gubernatis Ventimiglia.

## Società

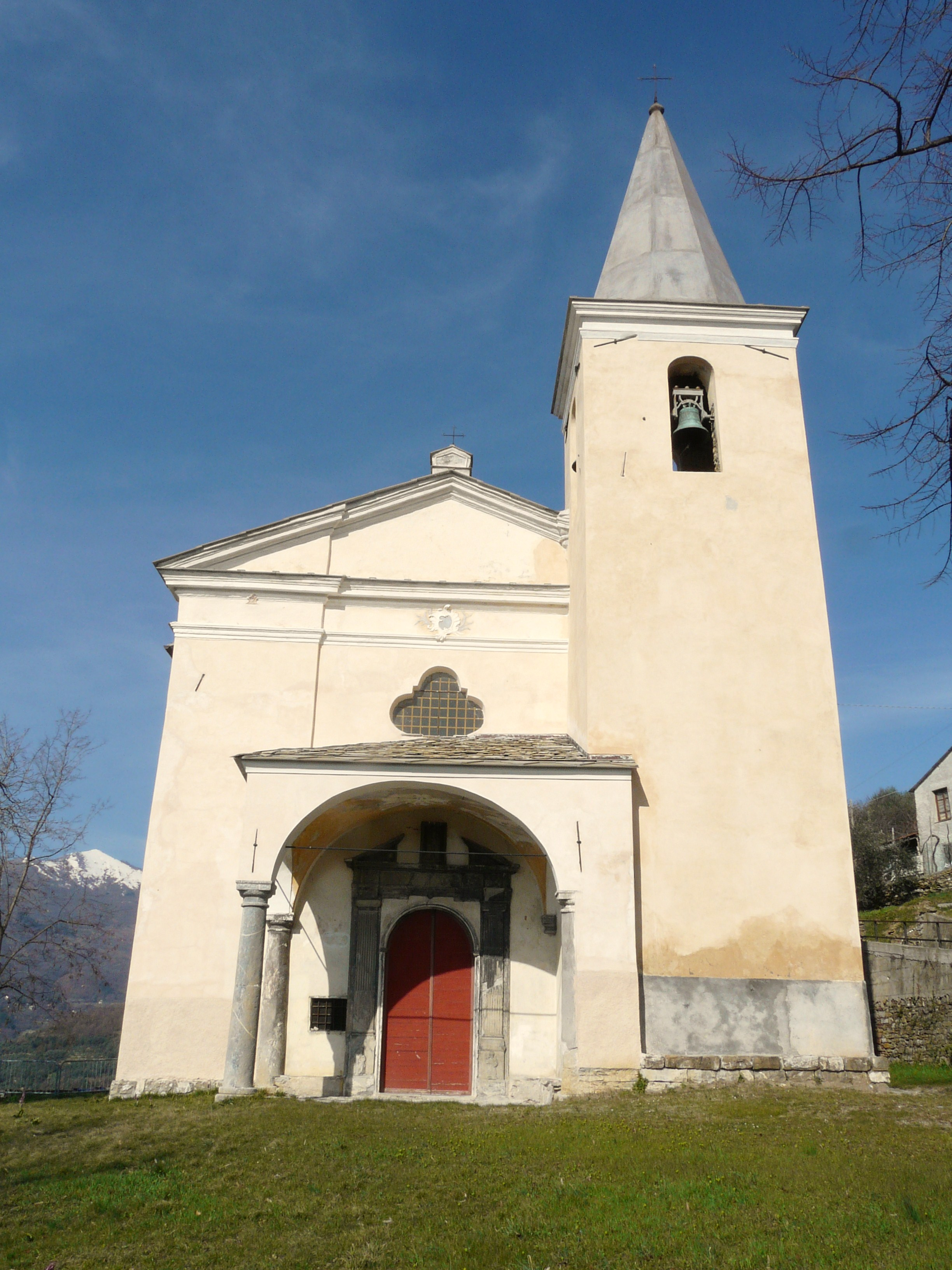
La chiesa-santuario di San Paolo nell'omonima località

### Evoluzione demografica
Abitanti censiti

### Etnie e minoranze straniere
Secondo i dati Istat al 31 dicembre 2019, i cittadini stranieri residenti ad Aurigo sono 29.

## Geografia antropica

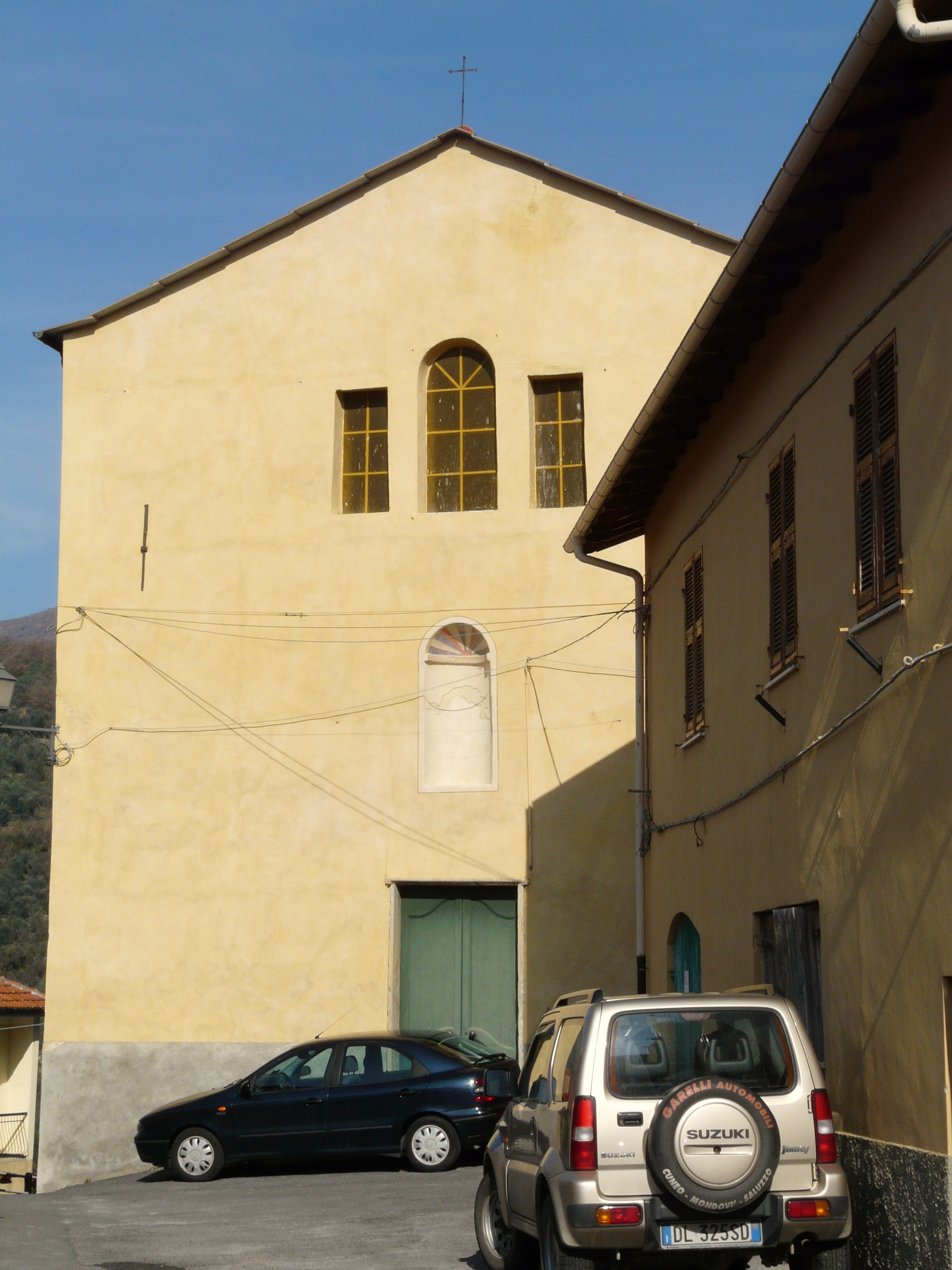
L'oratorio di San Giovanni Battista ad Aurigo

Il territorio comunale è costituito, oltre al capoluogo, dalle due frazioni di Guardiabella e Poggialto per un totale di 9,14 km2.
Confina a nord con i comuni di Rezzo e Pieve di Teco, a sud e ad ovest con Borgomaro e ad est con Pieve di Teco e Borgomaro.

## Economia
L'economia locale è basata principalmente sulla produzione agricola e sull'olivicoltura, quest'ultima testimoniata dalla presenza di tre frantoi (due ad Aurigo ed uno in frazione Poggialto) e da un recupero lento ma costante dei terrazzamenti. Discreta è la produzione di vino, con vigneti coltivati in località Aurighi, nei pressi del santuario di Sant'Andrea.
Oltre a ciò, è da sottolineare una recente inversione di tendenza nell'evoluzione demografica, con aumento della natalità; fenomeno, quest'ultimo, che ha convinto l'amministrazione comunale alla riapertura dell'asilo nido e della scuola materna. La struttura, situata nel palazzo comunale, è stata inaugurata il 15 settembre 2007.

## Infrastrutture e trasporti

### Strade
Il territorio di Aurigo è attraversato principalmente dalla strada provinciale 26 la quale permette il collegamento stradale a nordovest con la frazione Conio di Borgomaro e a sud con la stessa Borgomaro. Altra arteria stradale è la provinciale 21 per Carpasio, Caravonica e Cesio.

## Amministrazione

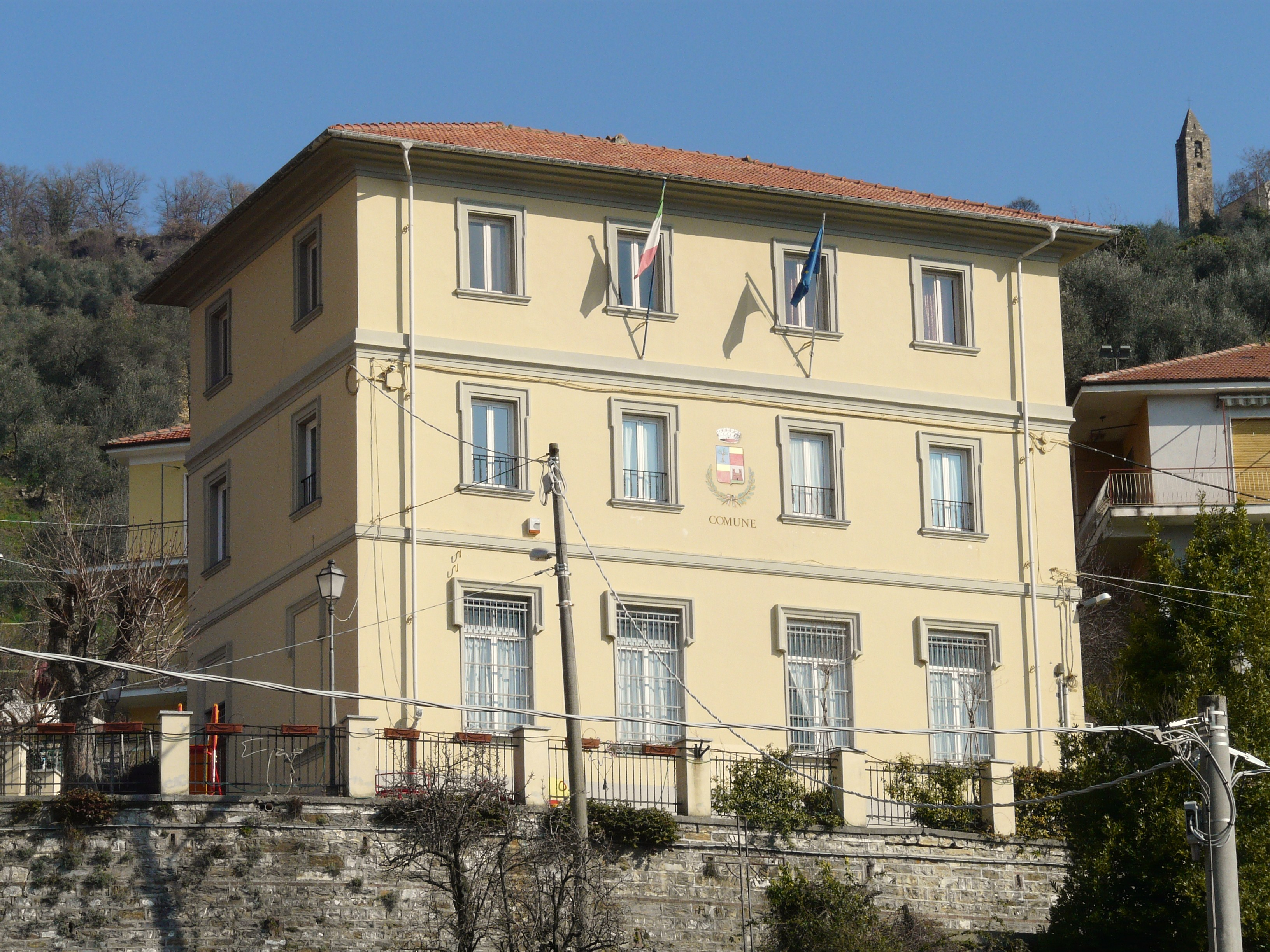
Il municipio

| Periodo        | Periodo        | Primo cittadino                        | Partito                           | Carica         | Note   |
| -------------- | -------------- | -------------------------------------- | --------------------------------- | -------------- | ------ |
| 26 giugno 1988 | 5 giugno 1993  | Luigino Dellerba                       | Democrazia Cristiana              | Sindaco        |        |
| 8 giugno 1993  | 28 aprile 1997 | Luigino Dellerba                       | Democrazia Cristiana              | Sindaco        |        |
| 11 maggio 1997 | 14 maggio 2001 | Luigino Dellerba                       | lista civica                      | Sindaco        |        |
| 14 maggio 2001 | 30 maggio 2006 | Luca Ferrero De Gubernatis Ventimiglia | lista civica                      | Sindaco        |        |
| 30 maggio 2006 | 16 maggio 2011 | Pier Carlo Gandolfo                    | Insieme per Aurigo (lista civica) | Sindaco        |        |
| 16 maggio 2011 | 6 giugno 2016  | Luigino Dellerba                       | Insieme per Aurigo (lista civica) | Sindaco        |        |
| 6 giugno 2016  | 4 ottobre 2021 | Luigino Dellerba                       | Insieme per Aurigo (lista civica) | Sindaco        |        |
| 4 ottobre 2021 | 9 giugno 2022  | Luigino Dellerba                       | Insieme per Aurigo (lista civica) | Sindaco        | [ 13 ] |
| 9 giugno 2022  | 25 luglio 2022 | Pier Carlo Gandolfo                    | Insieme per Aurigo (lista civica) | Vicesindaco    |        |
| 25 luglio 2022 | 15 maggio 2023 | Gerardo Corvatta                       |                                   | Comm. straord. | [ 14 ] |
| 15 maggio 2023 | in carica      | Angelo Arrigo                          | Aurigo riparte (lista civica)     | Sindaco        |        |

### Altre informazioni amministrative
Aurigo fa parte dell'Unione dei comuni della Valle Impero e della Valle del Maro.